# Giuseppe Rossi
Giuseppe Rossi (* 1. února 1987 Teaneck) je bývalý italský profesionální fotbalista, který hrával na pozici útočníka. Svoji hráčskou kariéru ukončil v létě 2023 po konci smlouvy s italským klubem S.P.A.L. Mezi lety 2008 a 2014 odehrál také 30 utkání v dresu italské reprezentace, v nichž vstřelil 7 branek.

## Klubová kariéra
Rossi se narodil italským rodičům ve Spojených státech. Později hrál za italskou Parmu, se kterou vyhrál ligu dorostenců.
Ani ne osmnáctiletý se roku 2004 přesunul z Parmy do Manchesteru United. Během první sezóny za rezervu se 13× gólově prosadil napříč 19 zápasy. V závěru srpna 2006 zamířil na půlroční hostování do Newcastle United. V Newcastle United se však nedokázal prosadit do základní sestavy. V následujícím roce putoval na hostování do Parmy, kde během 19 ligových zápasů vstřelil 9 branek (sezóna 2006/07). Přes naléhání Sira Alexe Fergusona, kouče United, odešel Rossi do španělského Villarealu, který hledal náhradu za útočníka Diega Forlána (též bývalého hráče United). Přestupová částka činila 6,7 milionu liber. O Rossiho projevila zájem rovněž Parma, ta však nabízela částku o něco nižší.
Už ve svém prvním zápase se gólově prosadil a přispěl k vítězství 3:0 na půdě Valencie. Celkově se v první sezóně ve dresu Villarealu prosadil 11× během 27 zápasů. Další ročník 2008/09 odehrál 30 ligových zápasů a vstřelil 12 gólů. Postupně se stával klíčovým hráčem „Žluté ponorky“, vytvořil útočné partnerství s Brazilcem Nilmarem a v sezóně 2010/11 vylepšil statistiky na 18 branek ve 35 zápasech nejvyšší španělské ligové soutěže, La Ligy, čímž se zasadil o zisk čtvrté příčky, z čehož plynula kvalifikace do Ligy mistrů následující sezónu. Rossi táhnul tým také v Evropské lize, jeho 11 branek ve 14 zápasech nasměrovalo Villareal až do semifinále, kde tým nestačil na FC Porto. Sezónu 2011/12 začal 3 góly v prvních devíti zápasech La Ligy, poté však přišlo zranění, které ho vyřadilo na celý zbytek sezóny. Jeho absence znamenala citelnou ztrátu pro tým, který se posléze umístil na 18. místě a sestoupil do druhé ligy.
Začátkem roku 2013 jej koupila italská Fiorentina.

## Reprezentační kariéra
V červnu v roce 2007 se Rossi zúčastnil Mistrovství Evropy hráčů do 21 let. Ve třetím skupinovém zápase proti Česku přispěl jedním gólem k výhře 3:1, Itálie obsadila třetí místo právě před Českou republikou, ale do další fáze nepostoupila.
Roku 2008 se objevil na Olympijském fotbalovém turnaji konaném v čínském Pekingu. V prvním utkání proti Hondurasu přispěl gólem z penalty k vítězství 3:0. Ve druhém zápase s Jižní Koreou otevřel skóre, Italové vyhráli znovu poměrem 3:0. Ve třetím zápase Italové remizovali s Kamerunem 0:0 a opanovali tak skupinu. Ve čtvrtfinálovém souboji s Belgií se Rossi dvakrát prosadil z penalty, ale Italové nakonec soupeři podlehli 2:3.
Další rok byl nominován na Konfederační pohár FIFA, který v roce 2009 pořádala Jihoafrická republika. Prvním soupeřem se stal výběr USA. Američané se dostali do vedení díky gólu Landona Donovana (penalta), Rossi ale dvěma góly otočil zápas a společně se svým „jmenovcem“ de Rossim rozhodli o výhře Itálie 3:1. Následovali porážky 0:1 s Egyptem a 0:3 s Brazílií.
Kvůli zranění přišel o účast na Mistrovství Evropy 2012.